# KNVB-Pokal 1958/59
Der KNVB-Pokal 1958/59 war die 42. Auflage des niederländischen Fußball-Pokalwettbewerbs. Pokalsieger wurde VVV-Venlo. Das Team setzte sich im Finale gegen ADO Den Haag durch. Aufgrund der enttäuschenden Zuschauerzahlen für dieses Pokalturnier hat der KNVB beschlossen, in der nächsten Saison kein Pokalturnier zu veranstalten.

## Modus
Alle Begegnungen wurden in einem Spiel ausgetragen. Bei unentschiedenem Ausgang wurde zur Ermittlung des Siegers eine Verlängerung von maximal 7½ Minuten gespielt. Stand danach kein Sieger fest, folgte ein Elfmeterschießen. Jedes Team führte dabei die Elfmeter nacheinander aus.
Für das Elfmeterschießen bei Pokalspielen wurde im Vorfeld der Spielrunde am 1. Januar 1959 ein neues Reglement festgelegt: Im Falle eines Unentschiedens nach Ablauf der regulären Spielzeit und der Verlängerung mussten beide Seiten fünf Strafstöße (verschiedene Spieler) ausführen, möglicherweise wiederholt, bis eine Entscheidung getroffen war. Die Verpflichtung zum abwechselnden Elfmeterschießen folgte erst 1969.

## Vorrunde
| Datum      |                  | Ergebnis |                 |
| ---------- | ---------------- | -------- | --------------- |
| 28.09.1958 | NEC Nijmegen     | 2:0      | AGOVV Apeldoorn |
| 28.09.1958 | VV ONA Gouda     | 4:1      | VSV Velsen      |
| 28.09.1958 | SVV Schiedam     | 0:3      | DHC Delft       |
| 28.09.1958 | SV Zwolsche Boys | 2:0      | VV Rigtersbleek |

## 1. Runde

### Distrikt West 1
| Datum      |                     | Ergebnis  |                     |
| ---------- | ------------------- | --------- | ------------------- |
| 26.12.1958 | HVC Amersfoort      | 2:0       | SV Baarn            |
| 01.01.1959 | VV Aalsmeer         | 0:8       | AVV De Volewijckers |
| 01.01.1959 | Ajax Amsterdam      | 8:3       | JOS Watergraafsmeer |
| 01.01.1959 | VV Alkmaar ʼ54      | 3:0       | BKC Anna Paulowna   |
| 01.01.1959 | Blauw Wit Amsterdam | 0:1 n. V. | VV Watergraafsmeer  |
| 01.01.1959 | HVV 't Gooi         | 0:2       | EMM '15 Hilversum   |
| 01.01.1959 | RKVV Velsen         | 2:0       | FC Hilversum        |
| 01.01.1959 | Wormer SV 1930      | 2:1       | Kooger FC           |
| 01.01.1959 | SV Zeist            | 1:2       | Celeritudo Utrecht  |
| 15.04.1959 | Zaanlandsche FC     | 0:1       | RKSV TYBB           |
| 19.04.1959 | RKSV DCG Amsterdam  | 0:2       | DWS/A               |
| 30.04.1959 | RKSV Volendam       | 2:0       | OSV Oostzaan        |

### Distrikt West 2
| Datum      |                     | Ergebnis              |                   |
| ---------- | ------------------- | --------------------- | ----------------- |
| 01.01.1959 | Excelsior Rotterdam | 5:1                   | RVV COAL          |
| 01.01.1959 | MSV & AV Flakkee    | 0:1                   | RFC Xerxes        |
| 01.01.1959 | Hermes DVS          | 6:2                   | DCV Krimpen       |
| 01.01.1959 | Sparta Rotterdam    | 6:1                   | SV De Musschen    |
| 01.01.1959 | VEP Woerden         | 2:3                   | Haarlemse FC EDO  |
| 05.04.1959 | RKSV Wilhelmus      | 1:6                   | RC Heemstede      |
| 18.04.1959 | RKSV Blauw Zwart    | 01:10                 | HFC Haarlem       |
| 18.04.1959 | DHC Delft           | 2:3 n. V.             | SV DHL Delft      |
| 18.04.1959 | UVS Leiden          | 3:1                   | VV Moordrecht     |
| 19.04.1959 | ADO Den Haag        | 2:1                   | RKSV GDA Den Haag |
| 19.04.1959 | DCL Rotterdam       | 0:3                   | SHS Scheveningen  |
| 19.04.1959 | VV ONA Gouda        | 0:0 n. V. (–:+ i. E.) | SV Gouda          |
| 30.04.1959 | Fortuna Vlaardingen | 1:1 n. V. (–:+ i. E.) | VDL-Maassluis     |

### Distrikt Nord
| Datum      |                      | Ergebnis  |                    |
| ---------- | -------------------- | --------- | ------------------ |
| 28.12.1958 | VV Valthermond       | 2:6       | SV Zwolsche Boys   |
| 01.01.1959 | VV Jubbega           | 4:1       | VV Oosterparkers   |
| 01.01.1959 | VV Sneek             | 1:2 n. V. | VV Leeuwarden      |
| 01.01.1959 | SC Stadskanaal       | 2:3 n. V. | GVV Velocitas 1897 |
| 01.01.1959 | VV Zwartemeer        | 5:0       | VV CEC Emmen       |
| 08.02.1959 | VV Neptunia Delfzijl | 2:1 n. V. | VV Veendam         |
| 08.04.1959 | GVAV Rapiditas       | 9:0       | VV Muntendam       |
| 19.04.1959 | Friesche VC          | 0:5       | VV Heerenveen      |

### Distrikt Ost
| Datum      |                     | Ergebnis |                 |
| ---------- | ------------------- | -------- | --------------- |
| 26.12.1958 | VV Rheden           | 1:0      | VV Heerde       |
| 28.12.1958 | Be Quick Zutphen    | 0:5      | NEC Nijmegen    |
| 01.01.1959 | Enschedese Boys     | 4:1      | WVC Winterswijk |
| 01.01.1959 | Heracles Almelo     | 4:1      | SV Nijverdal    |
| 01.01.1959 | SV Leones           | 1:8      | VV Elinkwijk    |
| 01.01.1959 | PEC Zwolle          | 4:1      | SV Zwolle       |
| 01.01.1959 | Quick '20 Oldenzaal | 1:3      | VV Oldenzaal    |
| 01.01.1959 | TSV Theole          | 0:4      | DOS Utrecht     |
| 01.01.1959 | HVV Tubantia        | 2:4      | HVV Hengelo     |
| 01.01.1959 | Velox Utrecht       | 8:1      | RKSV Driel      |
| 01.01.1959 | WVV Wageningen      | 1:0      | SC Bemmel       |

### Distrikt Süd 1
| Datum      |                 | Ergebnis              |                               |
| ---------- | --------------- | --------------------- | ----------------------------- |
| 01.01.1959 | BVV Den Bosch   | 6:6 n. V. (–:+ i. E.) | SV OSS '20                    |
| 01.01.1959 | EBOH Dordrecht  | 9:2                   | RKSV Rood Wit Sint Willebrord |
| 01.01.1959 | VV Gemert       | 6:3                   | TSV LONGA                     |
| 01.01.1959 | HVV Hulst       | 4:0                   | SV DOSKO                      |
| 01.01.1959 | NAC Breda       | 18:10                 | VV Dongen                     |
| 01.01.1959 | TSV NOAD        | 3:1                   | VOAB Goirle                   |
| 01.01.1959 | RAC Rijen       | 2:2 n. V. (–:+ i. E.) | Dordrechtsche FC              |
| 01.01.1959 | RBC Roosendaal  | 8:1                   | RKSV Cluzona Wouw             |
| 01.01.1959 | RKDVC Drun      | 3:1                   | VV Baronie                    |
| 01.01.1959 | TOP Oss         | 2:1                   | Willem II Tilburg             |
| 01.01.1959 | SV Valkenswaard | 0:1 n. V.             | RKVV Wilhelmina               |

### Distrikt Süd 2
| Datum      |                      | Ergebnis |                     |
| ---------- | -------------------- | -------- | ------------------- |
| 01.01.1959 | RKSV Helmondia '55   | 6:2      | VV Linne            |
| 01.01.1959 | Rapid JC Heerlen     | 12:00    | SV Hoensbroek       |
| 01.01.1959 | Roda Sport Kerkrade  | 3:1      | RKVV Voerendaal     |
| 01.01.1959 | RKSV Sittardia       | 7:0      | RKVV Waubachse Boys |
| 01.01.1959 | RKTVV Tiglia         | 02:14    | VVV-Venlo           |
| 01.01.1959 | Wilhelmina '08 Weert | 3:1      | VV Eindhoven        |
| 01.01.1959 | RKSV Wittenhorst     | 3:1      | VV De Valk          |
| 01.01.1959 | Fortuna ’54 Geleen   | 6:0      | RKSV Groene Ster    |

## 2. Runde
| Datum      |                      | Ergebnis              |                      |
| ---------- | -------------------- | --------------------- | -------------------- |
| 07.02.1959 | Rapid JC Heerlen     | 1:0                   | Roda Sport Kerkrade  |
| 08.02.1959 | VV Alkmaar ʼ54       | 3:1                   | Wormer SV 1930       |
| 08.02.1959 | HVV Hulst            | 4:3                   | RBC Roosendaal       |
| 15.02.1959 | SV OSS '20           | 2:1 n. V.             | Velox Utrecht        |
| 22.02.1959 | NEC Nijmegen         | 3:3 n. V. (1:0 i. E.) | TOP Oss              |
| 30.03.1959 | HVV Hengelo          | 2:0                   | VV Oldenzaal         |
| 18.04.1959 | VV Elinkwijk         | 1:0                   | SV Zwolsche Boys     |
| 18.04.1959 | TSV NOAD             | 2:0                   | VV Gemert            |
| 18.04.1959 | PEC Zwolle           | 0:1                   | DOS Utrecht          |
| 18.04.1959 | RKVV Velsen          | 1:2 n. V.             | Haarlemse FC EDO     |
| 18.04.1959 | VVV-Venlo            | 6:1                   | RKSV Wittenhorst     |
| 19.04.1959 | Ajax Amsterdam       | 2:1                   | VV Watergraafsmeer   |
| 22.04.1959 | GVV Velocitas 1897   | 3:5                   | VV Zwartemeer        |
| 30.04.1959 | Dordrechtsche FC     | 1:2                   | UVS Leiden           |
| 30.04.1959 | DHC Delft            | 0:7                   | ADO Den Haag         |
| 30.04.1959 | Fortuna ’54 Geleen   | 4:3                   | RKSV Sittardia       |
| 30.04.1959 | HFC Haarlem          | 2:1                   | RC Heemstede         |
| 30.04.1959 | VV Heerenveen        | 1:0                   | VV Jubbega           |
| 30.04.1959 | RKSV Helmondia '55   | 2:0                   | Wilhelmina '08 Weert |
| 30.04.1959 | Heracles Almelo      | 0:2                   | Enschedese Boys      |
| 30.04.1959 | HVC Amersfoort       | 7:0                   | EMM '15 Hilversum    |
| 30.04.1959 | VV Leeuwarden        | 4:2                   | Be Quick 1887        |
| 30.04.1959 | NAC Breda            | 6:0                   | EBOH Dordrecht       |
| 30.04.1959 | VV Neptunia Delfzijl | 0:1                   | GVAV Rapiditas       |
| 30.04.1959 | VV Rheden            | 3:2 n. V.             | WVV Wageningen       |
| 30.04.1959 | SHS Scheveningen     | 3:1                   | RFC Xerxes           |
| 30.04.1959 | Sparta Rotterdam     | 1:0 n. V.             | Excelsior Rotterdam  |
| 30.04.1959 | AVV De Volewijckers  | 2:1                   | DWS/A                |
| 30.04.1959 | RKVV Wilhelmina      | 4:0                   | RKDVC Drunen         |
| 07.05.1959 | GSV Gouda            | 1:2 n. V.             | Celeritas Den Haag   |
| 07.05.1959 | VDL-Maassluis        | 1:2                   | Hermes DVS           |
| 16.05.1959 | RKSV Volendam        | 3:0                   | RKSV TYBB            |

## 3. Runde
| Datum      |                  | Ergebnis              |                     |
| ---------- | ---------------- | --------------------- | ------------------- |
| 09.05.1959 | ADO Den Haag     | 3:2                   | Haarlemse FC EDO    |
| 09.05.1959 | VV Heerenveen    | 1:0                   | VV Leeuwarden       |
| 10.05.1959 | Ajax Amsterdam   | 3:0                   | AVV De Volewijckers |
| 10.05.1959 | Enschedese Boys  | 1:0                   | HVV Hengelo         |
| 10.05.1959 | HFC Haarlem      | 2:3 n. V.             | SHS Scheveningen    |
| 10.05.1959 | HVC Amersfoort   | 6:0                   | VV Alkmaar ʼ54      |
| 10.05.1959 | NAC Breda        | 8:1                   | HVV Hulst           |
| 10.05.1959 | TSV NOAD         | 1:0 n. V.             | Hermes DVS          |
| 10.05.1959 | Rapid JC Heerlen | 4:1                   | RKSV Helmondia '55  |
| 10.05.1959 | VV Rheden        | 1:2 n. V.             | VV Elinkwijk        |
| 10.05.1959 | VVV-Venlo        | 3:0                   | SV OSS '20          |
| 10.05.1959 | VV Zwartemeer    | 1:0                   | GVAV Rapiditas      |
| 16.05.1959 | Sparta Rotterdam | 6:0                   | Celeritudo Utrecht  |
| 20.05.1959 | RKVV Wilhelmina  | 2:5                   | Fortuna ’54 Geleen  |
| 21.05.1959 | NEC Nijmegen     | 0:0 n. V. (4:2 i. E.) | DOS Utrecht         |
| 21.05.1959 | UVS Leiden       | 1:2                   | RKSV Volendam       |

## 4. Runde
| Datum      |                  | Ergebnis              |                    |
| ---------- | ---------------- | --------------------- | ------------------ |
| 26.05.1959 | ADO Den Haag     | 2:1                   | VV Elinkwijk       |
| 27.05.1959 | NEC Nijmegen     | 1:2 n. V.             | VV Zwartemeer      |
| 28.05.1959 | NAC Breda        | 2:2 n. V. (1:0 i. E.) | Fortuna ’54 Geleen |
| 28.05.1959 | TSV NOAD         | 2:5                   | Rapid JC Heerlen   |
| 28.05.1959 | SHS Scheveningen | 1:2                   | Ajax Amsterdam     |
| 28.05.1959 | Sparta Rotterdam | 7:3                   | RKSV Volendam      |
| 28.05.1959 | VVV-Venlo        | 7:1                   | Enschedese Boys    |
| 30.05.1959 | VV Heerenveen    | 1:4                   | HVC Amersfoort     |

## Viertelfinale
| Datum      |                  | Ergebnis |                |
| ---------- | ---------------- | -------- | -------------- |
| 04.06.1959 | Rapid JC Heerlen | 2:0      | NAC Breda      |
| 04.06.1959 | Sparta Rotterdam | 3:0      | Ajax Amsterdam |
| 06.06.1959 | HVC Amersfoort   | 1:4      | ADO Den Haag   |
| 06.06.1959 | VVV-Venlo        | 5:1      | VV Zwartemeer  |

## Halbfinale
| Datum      |              | Ergebnis  |                  |
| ---------- | ------------ | --------- | ---------------- |
| 10.06.1959 | ADO Den Haag | 2:1 n. V. | Sparta Rotterdam |
| 10.06.1959 | VVV-Venlo    | 1:0       | Rapid JC Heerlen |

## Finale
| VVV-Venlo                                    | VVV-Venlo | ADO Den Haag | ADO Den Haag |
| -------------------------------------------- | --- | --- | ------------ |
| VVV-Venlo                                    | \| 17. Juni 1959 in Zuiderparkstadion, Den Haag \| \| Ergebnis: 4:1 (2:1) \| \| Zuschauer: 24.000 \| \| Schiedsrichter: Piet Roomer \| \| Spielbericht \|                                               | \| 17. Juni 1959 in Zuiderparkstadion, Den Haag \| \| Ergebnis: 4:1 (2:1) \| \| Zuschauer: 24.000 \| \| Schiedsrichter: Piet Roomer \| \| Spielbericht \|                               | ADO Den Haag |
| VVV-Venlo                                    | Frans Swinkels – Hay Lamberts, Harrie Steegh – Gijs Nass , Ton van den Hurk, Jan Klaassens – Karl-Heinz Spikofski, Herman Teeuwen, Hans Sleven, Willy Erkens, Jan Schatorjé. Cheftrainer: Wilhelm Kment | Piet Oostrum – Huub Scherpenisse, Theo Kleindijk – Cock Clavan, Guus Haak, Lex Rijnvis – Henk Jans, Carol Schuurman, Theo Timmermans, Mick Clavan, Roel Timmer. Cheftrainer: Rinus Loof | ADO Den Haag |
| VVV-Venlo                                    | 1:1 Herman Teeuwen (23.) 2:1 Hans Sleven (32.) 3:1 Jan Klaassens (56.) 4:1 Jan Schatorjé (70.) | 0:1 Roel Timmer (7.) | ADO Den Haag |
| VVV-Venlo                                    | Roel Timmer verschießt Elfmeter (42.) | | ADO Den Haag |
| 17. Juni 1959 in Zuiderparkstadion, Den Haag | | |              |
| Ergebnis: 4:1 (2:1)                          | | |              |
| Zuschauer: 24.000                            | | |              |
| Schiedsrichter: Piet Roomer                  | | |              |
| Spielbericht                                 | | |              |